# Juan Martín
Juan Martín är en ort i Mexiko.   Den ligger i kommunen Vega de Alatorre och delstaten Veracruz, i den sydöstra delen av landet, 270 km öster om huvudstaden Mexico City. Juan Martín ligger 573 meter över havet och antalet invånare är 227.
Terrängen runt Juan Martín är huvudsakligen kuperad. Juan Martín ligger uppe på en höjd. Runt Juan Martín är det ganska tätbefolkat, med 54 invånare per kvadratkilometer. Närmaste större samhälle är Vega de Alatorre, 17,3 km norr om Juan Martín. I omgivningarna runt Juan Martín växer huvudsakligen savannskog.